# Alexandru Dumitrescu
Liviu Alexandru Dumitrescu (Ploiești, 10 de mayo de 1988) es un deportista rumano que compitió en piragüismo en la modalidad de aguas tranquilas. Ganó 6 medallas en el Campeonato Mundial de Piragüismo entre los años 2010 y 2014, y 10 medallas en el Campeonato Europeo de Piragüismo entre los años 2010 y 2014.

## Palmarés internacional
| Campeonato Mundial | Campeonato Mundial          | Campeonato Mundial | Campeonato Mundial |
| Año                | Lugar                       | Medalla            | Competición        |
| ------------------ | --------------------------- | ------------------ | ------------------ |
| 2010               | Poznań (Polonia)            | Medalla de oro     | C2 500 m           |
| 2010               | Poznań (Polonia)            | Medalla de oro     | C2 1000 m          |
| 2011               | Szeged (Hungría)            | Medalla de oro     | C2 500 m           |
| 2011               | Szeged (Hungría)            | Medalla de bronce  | C2 1000 m          |
| 2014               | Moscú (Rusia)               | Medalla de oro     | C2 1000 m          |
| 2014               | Moscú (Rusia)               | Medalla de plata   | C2 500 m           |
| Campeonato Europeo |                             |                    |                    |
| Año                | Lugar                       | Medalla            | Competición        |
| 2010               | Corvera (España)            | Medalla de oro     | C2 500 m           |
| 2010               | Corvera (España)            | Medalla de bronce  | C2 1000 m          |
| 2011               | Belgrado (Serbia)           | Medalla de oro     | C2 500 m           |
| 2011               | Belgrado (Serbia)           | Medalla de bronce  | C2 1000 m          |
| 2012               | Zagreb (Croacia)            | Medalla de oro     | C2 1000 m          |
| 2012               | Zagreb (Croacia)            | Medalla de plata   | C2 500 m           |
| 2013               | Montemor-o-Velho (Portugal) | Medalla de plata   | C2 500 m           |
| 2013               | Montemor-o-Velho (Portugal) | Medalla de bronce  | C2 1000 m          |
| 2014               | Brandeburgo (Alemania)      | Medalla de plata   | C2 500 m           |
| 2014               | Brandeburgo (Alemania)      | Medalla de bronce  | C2 200 m           |